# El Pozo (Chamula)
El Pozo es una localidad del estado mexicano de Chiapas. Es parte del municipio de Chamula.

## Demografía
| Gráfica de evolución demográfica |
|                                  |

| Censo | Población |
| ----- | --------- |
| 1960  | 637       |
| 1970  | 586       |
| 1980  | 297       |
| 1990  | 917       |
| 2000  | 1 001     |
| 2010  | 756       |
| 2020  | 1 704     |